# Tritocleis microphylla
Tritocleis microphylla är en fjärilsart som beskrevs av Edward Meyrick 1899. Tritocleis microphylla ingår i släktet Tritocleis och familjen mätare. IUCN kategoriserar arten globalt som utdöd. Inga underarter finns listade i Catalogue of Life.